# Acanalonia humeralis
Acanalonia humeralis är en insektsart som beskrevs av Caldwell 1947. Acanalonia humeralis ingår i släktet Acanalonia och familjen Acanaloniidae. Inga underarter finns listade i Catalogue of Life.